# Calné
Calné o Calneh (en hebreo: כַלְנֵה) fue una ciudad fundada por Nemrod, mencionada dos veces en la Biblia hebrea (Genesis 10:10 & Amos 6:1). El versículo de Génesis dice:
וַתְּהִי רֵאשִׁית מַמְלַכְתֹּו בָּבֶל וְאֶרֶךְ וְאַכַּד וְכַלְנֵה בְּאֶרֶץ שִׁנְעָֽר׃
"Y el comienzo de su reino Babel, y Erec, y Acad, y Calné, en la tierra de Sinar " (Biblia del Rey Jacobo)
Se han propuesto ubicaciones candidatas para la ciudad de "Calneh", pero ahora se considera más probable, en una sugerencia que se remonta a W. F. Albright (1944), que la palabra no se refería en origen a una ciudad sino que se ha corrompido a partir de una expresión que significa "todos ellos". En la Versión Estándar Revisada, la traducción al inglés del versículo dice:
El comienzo de su reino fue Babel, Erech y Accad, todos ellos en la tierra de Shinar.
Calneh ("Chalanne") fue identificado con Ctesifonte en las Preguntas hebreas sobre el Génesis de Jerónimo (escrito hacia 390), siguiendo a Eusebio de Cesarea. El Diccionario Bíblico de Easton de 1897 sigue tácitamente a Henry Rawlinson en la interpretación del pasaje talmúdico Joma 10a, identificando a Calné con el moderno Nippur, un elevado montículo de tierra y basura situado en las marismas de la orilla este del Éufrates, pero a 30 millas de distancia de su curso actual, y a unas 60 millas al sur-sureste de Babilonia.
Un segundo Calné se menciona en el Libro de Amós, y algunos también han asociado este lugar con Calno, que se menciona en términos similares en el Libro de Isaías.(6:2, 10:9) Esto es identificado por algunos eruditos arqueológicos como Kulnia, Kullani o Kullanhu, la moderna Kullan-Köy, entre Carquemis en el río Éufrates y Arpad cerca de Alepo en el norte de Siria, a unos diez kilómetros al sureste de Arpad. Canne, mencionada en el Libro de Ezequiel 27:23 como una de las ciudades con las que Tiro comerciaba, fua asociada con Calné por A. T. Olmstead en su Historia de Asiria. Jenofonte mencionó una Kainai en la orilla oeste del Tigris debajo del Gran Zab.